# Monasterio Real de San Benito (Sahagún)
El monasterio Real de San Benito estaba situado en Sahagún (León, España). Fue un monasterio muy importante durante la Edad Media, llegando sus posesiones desde Tierra de Campos hasta Liébana y Segovia. Fue uno de los principales focos de la reforma de los monasterios benedictinos cuando se introdujo la regla de Cluny en la península ibérica. La decadencia del monasterio comenzó en el siglo XV, coincidiendo con la fundación del monasterio de San Benito de Valladolid y la reforma implantada en el mismo. La desaparición del monasterio fue fruto también de la continua lucha con la villa de Sahagún por el poder sobre la población, que provocó que se incendiase el monasterio varias veces por las revueltas, y la desamortización en el siglo XIX.
En 2015, en la aprobación por la Unesco de la ampliación del Camino de Santiago en España a «Caminos de Santiago de Compostela: Camino francés y Caminos del Norte de España», España envió como documentación un «Inventario Retrospectivo - Elementos Asociados» (Retrospective Inventory - Associated Components) en el que en el n.º 1428 figura el convento de San Benito.

## Historia
La historia del monasterio comienza con Alfonso III el Magno, cuando adquiere una iglesia existente en el lugar donde se veneraban las reliquias de los santos mártires Facundo y Primitivo para donársela al abad Alonso que venía huyendo de las persecuciones a los cristianos decretadas en Córdoba. El primer documento escrito sobre el monasterio data de esta época, cuando en el año 904 Alfonso III dona la villa de Calzada al abad Alonso.
En el año 988 Almanzor destruye la abadía en una incursión. 
La época de mayor esplendor del monasterio está asociada con la figura de Alfonso VI (r. 1065-1109), al elegir este lugar para tomar los hábitos y profesar en él antes de convertirse en rey. Su matrimonio con Constanza de Borgoña propició la entrada de los monjes de Cluny en la abadía, puesto que por su procedencia francesa estaba interesada en implantar la liturgia romana que se practicaba en Francia. En 1080 Alfonso VI nombra abad al francés Don Bernardo de Aquitania y en el año 1085 concede a Sahagún los conocidos fueros de Sahagún que propiciaron el crecimiento de la villa, pero siempre bajo el poder de la abadía. Se acrecentó tanto el poder del abad que el rey le cedió la jurisdicción sobre el territorio del monasterio, que dependía directamente de la Santa Sede.

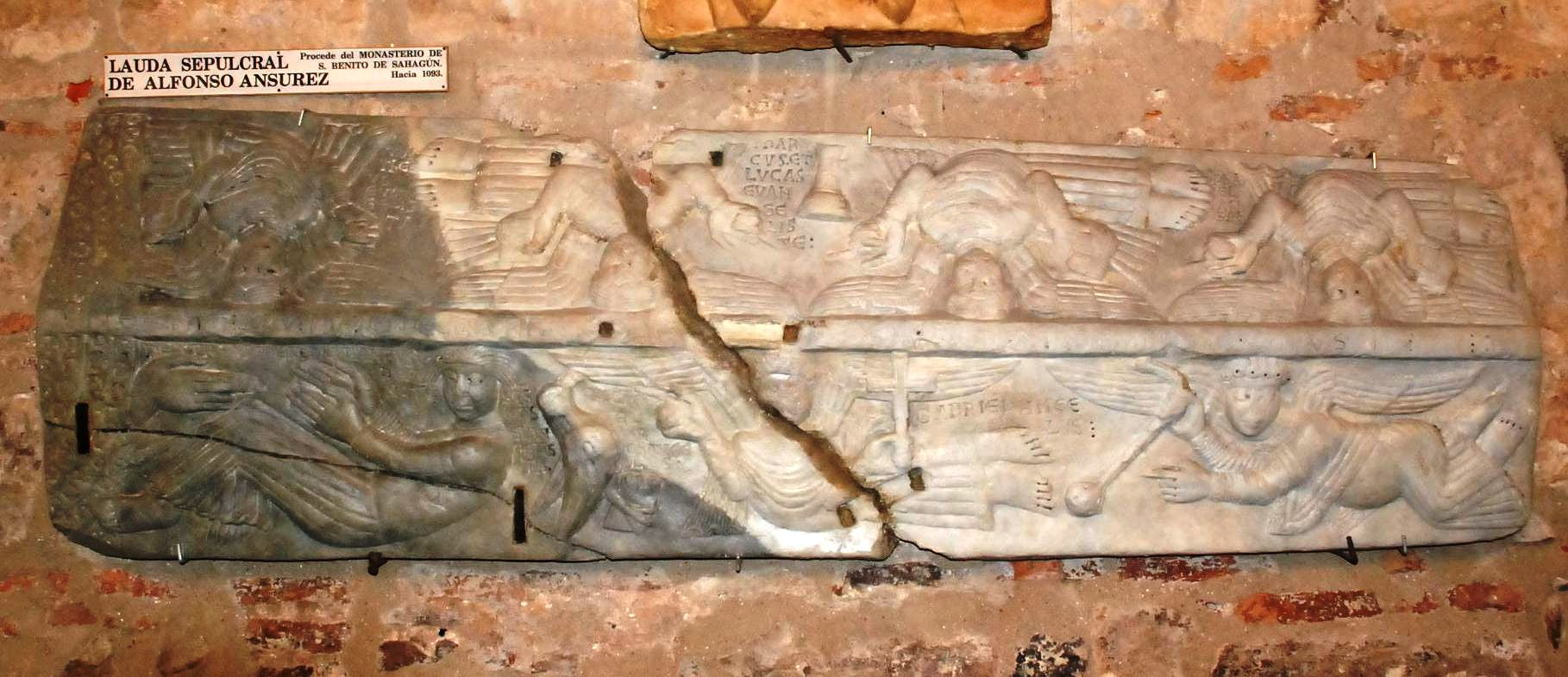
Tapa del sarcófago de Alfonso Ansúrez, hijo de Pedro. Procedente del Monasterio de San Benito el Real. Datado hacia 1093. Esta lápida fue vendida al Museo Metropolitano de Arte de Nueva York en 1926; y volvió a España en 1932, canjeada por otras piezas arqueológicas. Aunque la foto está tomada en el momento en el que estuvo depositado en el Museo de la Colegiata de San Isidoro de León, actualmente está custodiada en el Museo Arqueológico Nacional (España).
El epitafio reza: «En el sexto día de los idus de diciembre del año de la era de 1131, murió Alfonso, el hijo querido del conde Pedro Ansúrez y de la condesa Elion».

El descontento con los fueros que atosigaban a los vecinos de la villa, tales como la obligación de utilizar el horno del monasterio o la prohibición de vender pescado o vino, produjo una serie de revueltas contra el monasterio, la primera de las cuales tuvo lugar en 1087 y que alcanzaron su punto más álgido en los primeros compases del siglo XII. En el año 1095 se suprime el monopolio de horno.
Al morir Alfonso VI en 1109 fue enterrado en el monasterio, al igual que sus esposas. Esta costumbre de utilizar el monasterio como panteón funerario fue seguida por otros nobles, como Pedro Ansúrez. De esta época es el sarcófago de Alfonso Ansúrez, su hijo, anteriormente albergado en el Museo Arqueológico Nacional y en la actualidad en el Museo de la Colegiata de San Isidoro de León.
En el año 1110 la reina Urraca se refugia en el monasterio tras discutir con Alfonso I el Batallador, a la espera de que llegase la bula que anulaba su matrimonio con él. Esta situación desembocaría en el saqueo de la abadía en el año 1111 por los burgueses de Sahagún apoyados por el rey de Aragón Alfonso I el Batallador. Después de este último saqueo se nombra abad a Ramiro el Monje, hermano del Batallador, que posteriormente llegaría a rey de Aragón.
En 1237, Gonzalo Martínez, comendador del Villamartín, vende a Don Abdalla prior del monasterio, un moro llamado Hameth, por 50 maravedíes alfonsíes.
La peste negra, llegada a España en 1348, probablemente sea una de las causas que explica el dato que las rentas del monasterio de Sahagún disminuyeron en algo más de un 50 por ciento entre los años 1338 y 1358.
Juan I de Castilla emprende en 1388 la reforma del clero castellano, donando a los monjes benedictinos el Alcázar de Valladolid donde fundan en 1390 un monasterio con monjes procedentes de Sahagún. 
La decadencia del monasterio se produce en el siglo XV. La monarquía, deseosa de eliminar el poder señorial, irá disminuyendo los privilegios del abadengo hasta que en 1488 las ordenanzas reales eliminan el señorío. Poco tiempo más tarde, en 1494, el monasterio pierde su independencia eclesiástica al pasar a depender del monasterio de Valladolid, fundado un siglo antes con monjes del propio monasterio de Sahagún.
En el año 1755 el Terremoto de Lisboa afecta a la estructura del crucero de la basílica, debiendo realizarse una serie de reformas profundas para evitar la ruina del monasterio.
En el año 1820 se produce la exclaustración del monasterio, tras el decreto de supresión de la Órdenes Monacales realizado durante el Trienio Liberal. Posteriormente, en los años 1821 y, sobre todo con la Desamortización de Mendizabal en 1837 son sacados a subasta pública los edificios que conforman el monasterio, con la excepción de la Torre del Reloj, por contener el reloj de la villa,y que pasó a ser propiedad del ayuntamiento y el Arco de San Benito junto al tramo adyacente por haberse proyectado una carretera bajo el mismo. Las piedras de sillería, columnas, basas, capiteles, etc.. que quedaban en las ruinas fueron subastadas individualmente.

## Miembros de la realeza que recibieron sepultura en el Monasterio

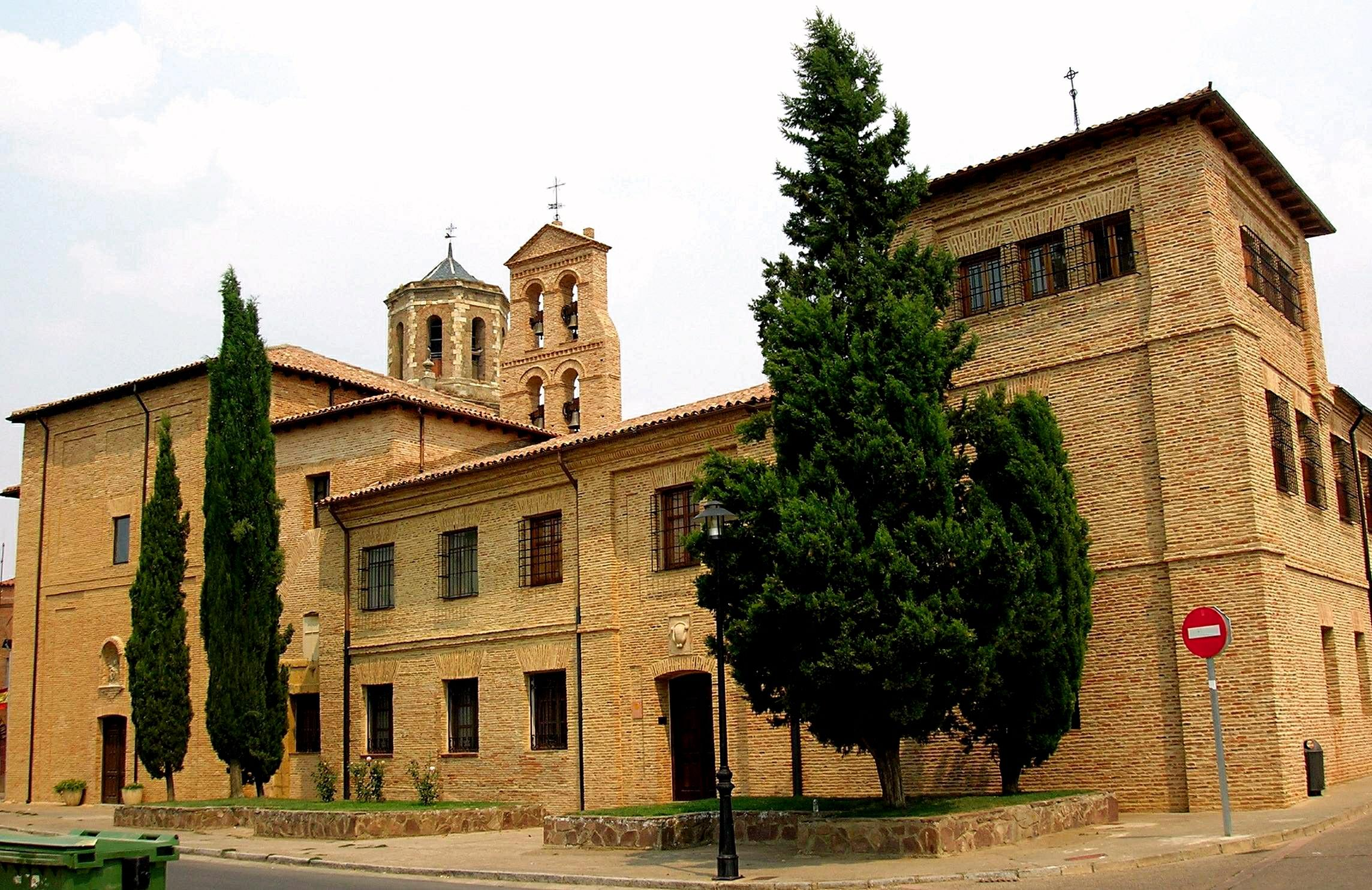
Fachada del monasterio de las monjas Benedictinas de Sahagún, donde yacen los restos de Alfonso VI de León y los de varias de sus esposas

- Alfonso VI de León, hijo de Fernando I y de la reina Sancha de León.
- Inés de Aquitania (1059-1078), primera esposa de Alfonso VI de León.
- Constanza de Borgoña (1046-1093), segunda esposa de Alfonso VI.
- Berta (m. 1100), tercera esposa de Alfonso VI.
- Zaida, cuarta esposa de Alfonso VI y madre del infante Sancho Alfónsez.[e]
- Isabel, hija de Luis VI de Francia, quinta esposa de Alfonso VI[f] Además, según algunos historiadores, Zaida tomó el nombre de Isabel cuando fue bautizada, por tanto, pueden ser la misma persona.}}
- Constanza de Portugal (1290-1313). Hija de Dionisio I de Portugal, esposa de Fernando IV de Castilla y madre de Alfonso XI de Castilla.[g]
- Sancho Alfónsez (1093-1108), hijo del rey Alfonso VI y de la reina Zaida, falleció en la Batalla de Uclés.
- Elvira Alfónsez (1081/1082 - d. 1156), hija de Alfonso VI y de la dama Jimena Muñoz, contrajo matrimonio con el conde Raimundo IV de Tolosa y efectuó grandes donaciones al Monasterio.[6]
- Beatriz Fadrique (c.1243-1283), hija del infante Fadrique de Castilla y nieta de Fernando III de Castilla.[7]
- Cuatro infantes anónimos, hijos del rey Alfonso VI y de la reina Constanza de Borgoña.

El sepulcro que contenía los restos de Alfonso VI fue destruido en 1810, durante el incendio que sufrió el Monasterio de San Benito. Los restos mortales del rey y los de varias de sus esposas, fueron recogidos y conservados en la cámara abacial hasta el año 1821, en que fueron expulsados los religiosos del monasterio, siendo entonces depositados por el abad Ramón Alegrías en una caja, que fue colocada en el muro meridional de la capilla del Crucifijo, hasta que, en enero de 1835, los restos fueron recogidos de nuevo e introducidos en otra caja, siendo llevados al archivo, donde se hallaban en esos momentos los despojos de las esposas del soberano. El propósito era colocar todos los restos reales en un nuevo santuario que se estaba construyendo entonces. No obstante, cuando el monasterio de San Benito fue desamortizado en 1835, los religiosos entregaron las dos cajas con los restos reales a un pariente de un religioso, que las ocultó, hasta que en el año 1902 fueron halladas por el catedrático del Instituto de Zamora Rodrigo Fernández Núñez.
En la actualidad, los restos mortales de Alfonso VI reposan en el Monasterio de Benedictinas de Sahagún, a los pies del templo, en un arca de piedra lisa y con cubierta de mármol moderna, y en un sepulcro cercano, igualmente liso, yacen los restos de varias de las esposas del rey, entre ellos los de las reinas Inés de Aquitania, Constanza de Borgoña y Berta.

## Restos actuales

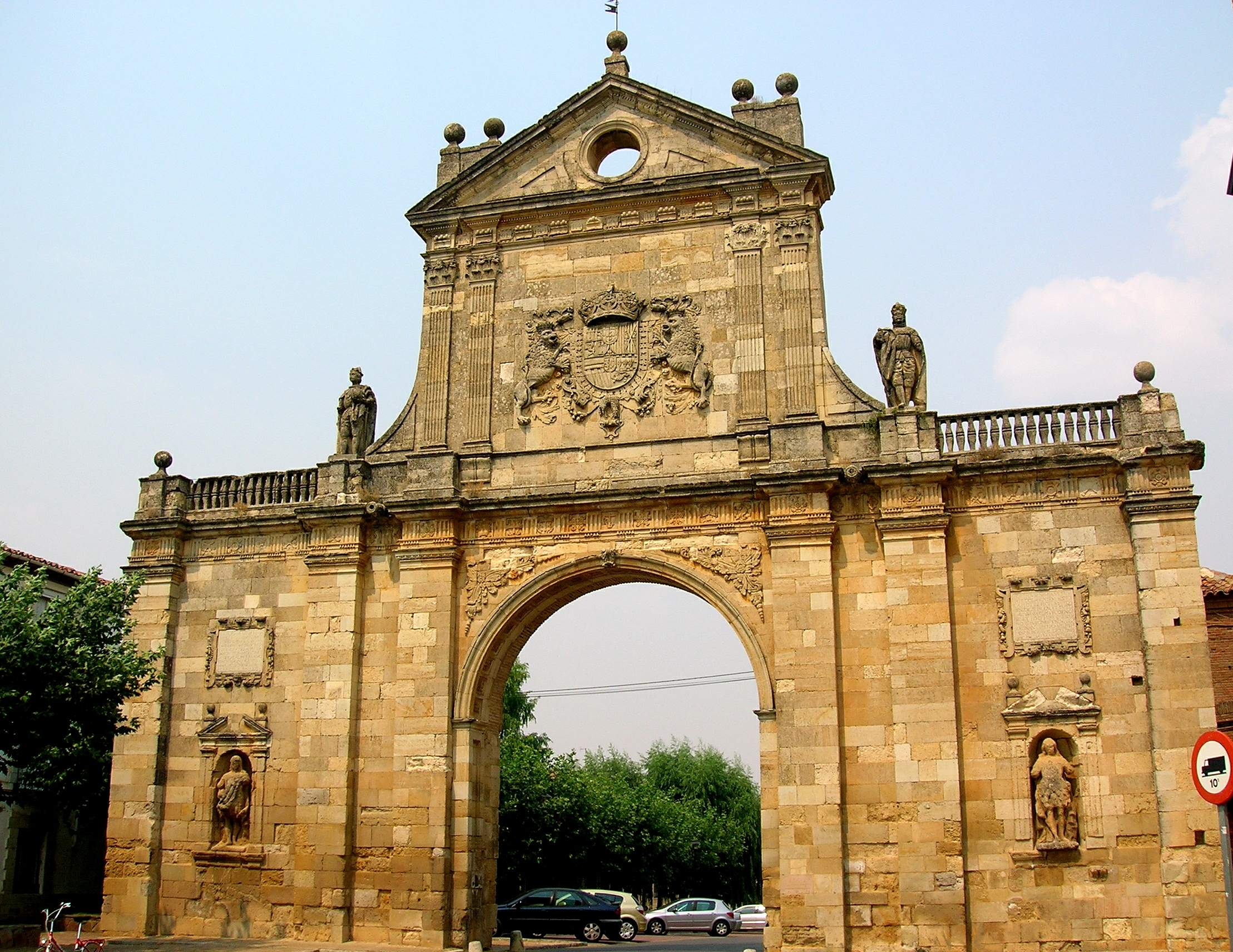
Arco de San Benito, portada meridional de la desaparecida iglesia abacial del Monasterio

Se conservan del antiguo monasterio los siguientes restos:

### Capilla de San Mancio
Estaba originalmente dedicada a San Benito, como se puede leer en la inscripción según la cual el Obispo de Astorga consagraba el altar en el año 1184. Está formada por una nave de tres tramos, de los cuales el último ha desaparecido. Se situaba al norte del ábside de la iglesia y acogió las reliquias de San Mancio cuando fueron llevadas a Sahagún. Es una construcción del siglo XII del tipo románico-mudéjar.

### Arco de San Benito
Fue construido en 1662 según el diseño del arquitecto Felipe Berrojo, para sustituir a la portada románica anterior que estaba en ruinas. El ingeniero de caminos Eduardo Saavedra, al proyectar la carretera nacional   N-120  a su paso por Sahagún, la hizo pasar bajo el mismo a modo de arco del triunfo, tal y como se puede contemplar en la actualidad.

### Torre del reloj
Antiguamente existían dos torres gemelas que flanqueaban la entrada al monasterio. De ambas sólo ha sobrevivido a los incendios y saqueos una de ellas, al instalarse en la misma el reloj de la villa.

### Otros
Se conservan también restos de las tapias del monasterio, así como parte del molino, ubicado junto a la presa del monasterio, cuyo inicio se sitúa en el río Cea, entre las localidades de Villapeceñil y Villamol, y su desembocadura nuevamente al citado río, junto al puente Canto. Actualmente el agua de la presa es utilizada por los hortelanos para regar las siempre fértiles antiguas huertas del Monasterio.

## Biblioteca, scriptorium y beatos, e imprenta
El Monasterio poseyó una rica biblioteca y también un scriptorium donde se iluminaban y copiaban manuscritos, hasta la llegada de la imprenta. Los fondos de la biblioteca fueron en parte dispersados.

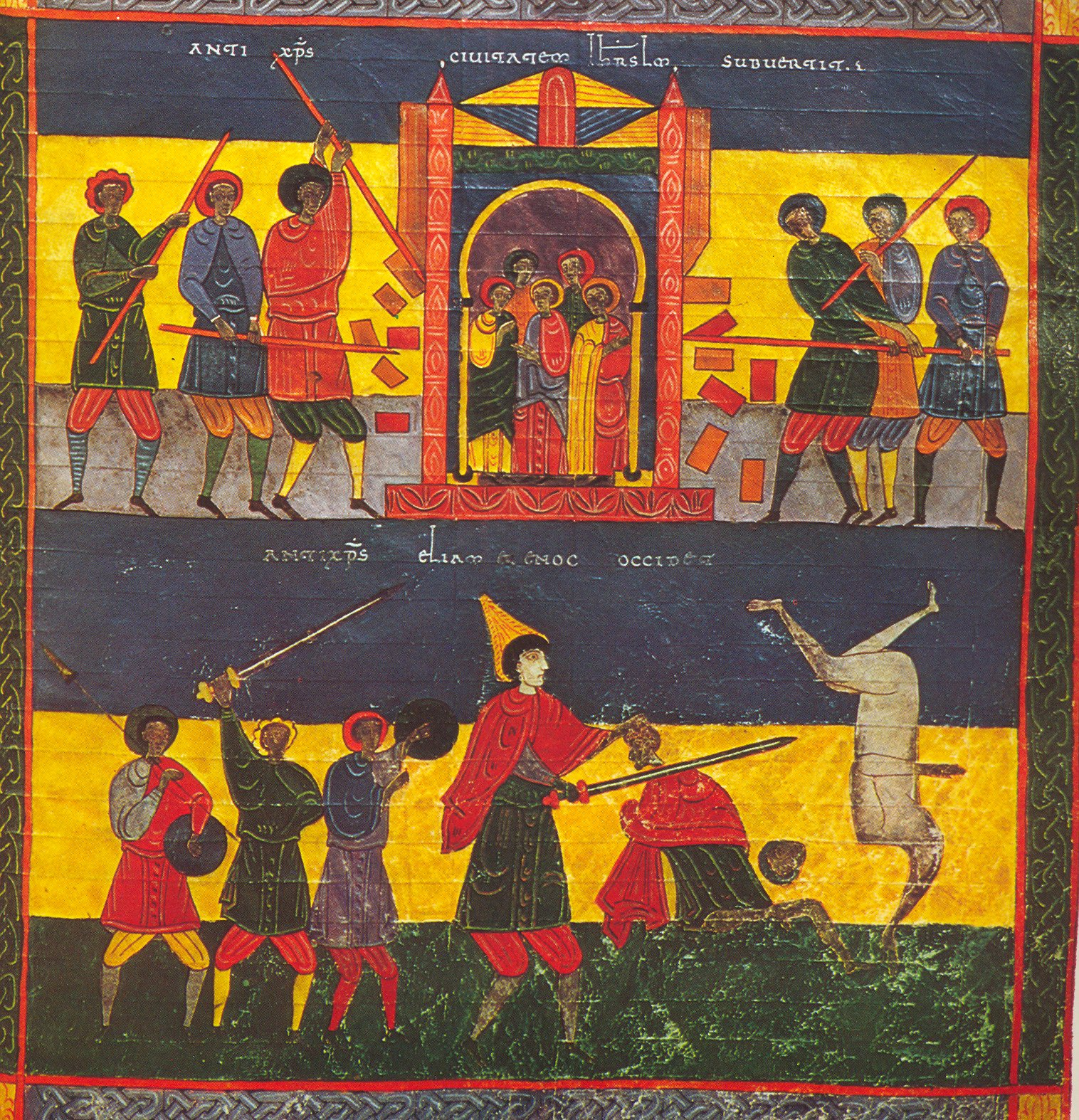
Una página del Beato de Fernando I y doña Sancha, el folio 181

Como parte de su biblioteca, y probablemente creado en el monasterio, se encontraba el llamado Beato de la Biblioteca Corsiniani, manuscrito del siglo XII del tipo Beato de Liébana. El Beato Corsini pasó a manos del Cardenal Neri Maria Corsini en 1723 y, posteriormente, el legado de este cardenal dio lugar a la Biblioteca dell’Accademia Nazionale dei Lincei e Corsiniana, sita en el Palacio Corsini en Roma, donde se encuentra este beato desde hace casi trescientos años. Este beato es un ejemplar de un tamaño mucho más pequeño que el resto de beatos. Su texto recoge el mismo núcleo que todos los demás Beatos, los comentarios del monje de Liébana al Apocalipsis de San Juan. Los llamados beatos son una treintena de diferentes copias manuscritas realizadas de este libro originalmente realizado en el siglo VIII por un monje, actualmente conocido como Beato de Liébana, del monasterio de San Martín de Turieno (actualmente conocido como Santo Toribio de Liébana). En el libro están explicaciones al Apocalipsis de San Juan, realizados para calmar a los creyentes que veían cercano el fin del mundo, incluyendo el final del reinado cristiano visigodo, a causa de la invasión musulmana. Este tipo de obras se realizaron prácticamente únicamente en la geografía ibérica, pues solo hay dos manuscritos realizados fuera de ella. Son muy destacables las ilustraciones miniadas en 27 de ellos con influencias bizantinas, persas y mozárabes, aunque pocos beatos se conservan sin mutilar. Los beatos se escribieron entre los siglos X y XIII. Se consideran prerrománicos los realizados en los siglos X y XII y románicos los de los siglos XII y XIII. El beato Corsini es uno de los nueve realizados en el siglo XII que se conservan. Otros beatos del siglo XII son el beato de Turín, el de Lorvao, el de Mánchester, el navarro (en París), el de León y el de San Pedro de Cardeña (Este último se encuentra en el Museo Arqueólogico Nacional en Madrid). El beato Corsini está escrito en letra en parte visigótica y en parte carolina con elementos góticos. Conserva solamente ocho imágenes, pues ha sido mutilado de gran parte de ellas. El Ayuntamiento de Sahagún adquirió un facsímil del beato en el año 2013. Este facsímil forma parte de la colección expuesta en el Centro de Documentación del Camino de Santiago de Sahagún, sito en la antigua Iglesia de la Peregrina.
El Beato de Fernando I y doña Sancha, también llamado Beato de Facundo, es otro beato, bastante lujoso, que fue también probablemente realizado en el Monasterio de San Benito de Sahagún. Este beato ha estado en diferentes lugares a lo largo de su historia. En la actualidad se encuentra en la Biblioteca Nacional de España en Madrid (vitrina 14-2).
El área de la biblioteca, scriptorium e imprenta del Monasterio podría estar localizada en lo que hoy es parte del Instituto de Enseñanza Secundaría de Sahagún, cerca del Arco de San Benito.

## Archivo del Monasterio
La parte del archivo del Monasterio que no fue dispersada, y que se trasladó al Monasterio de San Benito en Valladolid, se conserva en el Archivo Histórico Nacional, en Madrid, a donde fue trasladado posteriormente. En él, se recogen los documentos administrativos del monasterio, como fueros, compras, ventas, donaciones, correspondencia, historias de los nombramientos de los abades, crónicas de visitas de reyes, obispos, y otros personajes de la nobleza o importantes.